# Kawachi (Schiff)
Die Kawachi (japanisch 河内) war ein Schlachtschiff und Typschiff der gleichnamigen Klasse der Kaiserlich Japanischen Marine, das von 1912 bis 1918 in Dienst stand.

## Geschichte
Bereits vor dem Russisch-Japanischen Krieg verfolgte die japanische Marine den Bau von Schlachtschiffen mit einheitlichem Kaliber der Hauptbewaffnung. Durch die Kriegsbelastungen bedingt wurden die beiden Schiffe der Satsuma-Klasse jedoch mit einer Mischung aus 30,5-cm- und 25,4-cm-Geschützen ausgestattet, da die Kosten für das größere Kaliber zu hoch waren. Durch die Machtstellung, die Japan durch den Kriegsverlauf in Ostasien einnahm, war es nötig, auch die Marine weiter auszurüsten. Die Marine entwickelte daher den Bauplan der Satsuma-Klasse weiter. Die neu zu bauende Schiffsklasse sollte ein einheitliches Kaliber – inzwischen waren die Marinen des Vereinigten Königreichs, der Vereinigten Staaten sowie des Deutschen Reichs zum Bau von Dreadnoughts übergegangen – sowie nach dem Vorbild der Aki einen Turbinenantrieb erhalten.
Mit dem Bau der Kawachi wurde am 1. April 1909, knapp drei Monate nach ihrem Schwesterschiff Settsu, auf der Marinewerft in Kure begonnen. Trotz der späteren Kiellegung stand die Kawachi bereits fünf Monate vor der Settsu zum Stapellauf bereit, der am 15. Oktober 1910 erfolgte. Damit wurde die Kawachi zum Typschiff ihrer Klasse. Das Schlachtschiff wurde am 31. März 1912 von der Marine in Dienst gestellt, die Settsu folgte gut drei Monate später.
Am 18. Juli 1918 kam es in einer der Munitionskammern zu einer schweren Explosion, in deren Folge die Kawachi in der Tokuyama-Bucht sank und zum Totalverlust wurde. Viele Besatzungsmitglieder verloren dabei ihr Leben.
Die Kawachi wurde am 2. September 1918 aus der Flottenliste der Schiffe der Kaiserlich Japanischen Marine gestrichen.

## Technik
Der stählerne Rumpf der Kawachi maß 152,4 m über Alles sowie 149,3 m in der Wasserlinie und war bis zu 25,7 m breit. Bei einer maximalen Verdrängung von 20.823 t lag das Schlachtschiff 8,2 m tief im Wasser. Das Schiff besaß einen Antrieb aus zwei Dampfturbinensätzen nach dem von Charles Gordon Curtis entwickelten Turbinensystem, wobei jeder Turbinensatz auf einen dreiflügeligen Propeller wirkte. Den nötigen Dampf erzeugten 16 kohlebefeuerte Dampfkessel, für die bis zu 2.500 t Kohle gebunkert werden konnten. Der Brennstoffvorrat ermöglichte dem Schiff eine Reichweite von 2.700 sm bei einer Geschwindigkeit von 10 kn. Die Höchstgeschwindigkeit war auf 21,0 kn berechnet worden. Unter Probefahrtbedingungen wurden aber bis zu 21,5 kn erreicht. Dabei leistete die Antriebsanlage 27.300 PS und damit 2.300 PS mehr als errechnet. Die Abgase der Kessel wurden durch drei Schornsteine abgeleitet, von denen der vorderste etwas nach vorn von den anderen abgesetzt war.
Als Hauptbewaffnung erhielt die Kawachi zwölf Geschütze des Kalibers 30,5 cm in sechs Doppeltürmen, die in einer Hexagonalaufstellung platziert wurden, also jeweils ein Turm vorn und achtern sowie je zwei Türme an beiden Seiten. In dieser Geschützaufstellung entsprach die Kawachi-Klasse der deutschen Nassau- und Helgoland-Klasse. Allerdings waren die Geschütze nicht gleichartig, da die in den Seitentürmen verbauten Rohre eine Kaliberlänge von L/45, die vorn und achtern hingegen von L/50 hatten. Dieser Umstand erschwerte die Feuerleitung.  Die weitere Bewaffnung setzte sich aus zehn Schnellfeuergeschützen 15,2 cm L/50, acht 12-cm-L/50-Kanonen und zwölf 7,6-cm-Kanonen sowie drei Torpedorohren mit 45,7 cm Durchmesser zusammen.
Der Seitenpanzer des Schiffs war 127 bis 305 mm, das Panzerdeck 51 mm stark. Die schwere Artillerie war mit 279 mm an den Türmen und Barbetten geschützt, während die Kasematte der Mittelartillerie 152 mm dick gepanzert war. Der vordere Kommandoturm hatte eine 254 mm starke Panzerung, der achtere eine solche mit 152 mm Stärke. Ein Torpedoschott wurde nicht eingebaut.
Die Sollstärke der Besatzung bemaß sich auf 999 Mann.